# Micrathena triangularis
Micrathena triangularis là một loài nhện trong họ Araneidae.
Loài này thuộc chi Micrathena. Micrathena triangularis được Carl Ludwig Koch miêu tả năm 1836.